# 345

## Narození
- Quintus Aurelius Symmachus Eusebius, římský spisovatel, řečník a státník († asi 402)

## Hlavy států
- Papež – Julius I. (337–352)
- Římská říše – Constantius II. (337–361) + Constans (337–350)
- Perská říše – Šápúr II. (309–379)
- Kušánská říše – Kipunada (335–350)